# Medenice (hromada)
Medenice – hromada wiejska w rejonie drohobyckim obwodu lwowskiego Ukrainy. Siedzibą hromady jest Medenice.
Hromadę utworzono w ramach reformy decentralizacji  w 2020 roku.

## Miejscowości hromady
W skład hromady wchodzą 1 osiedle typu miejskiego i 17 wsie.

- Medenice – osiedle typu miejskiego, siedziba hromady
- Delawa
- Dołhe
- Górny Dorożów
- Horodkiwka
- Hruszów
- Korośnica
- Letnia
- Litynia
- Opary
- Rabczyce
- Rolów
- Równe
- Słońsko
- Tynów
- Wołoszcza
- Wróblowice
- Zady